# Ródenas
Ródenas es un municipio y localidad española de la provincia de Teruel, en la comunidad autónoma de Aragón. El término municipal, ubicado en la comarca de la Sierra de Albarracín, tiene una población de 61 habitantes (INE 2024). 

## Historia
El  21 de junio de 1257, por privilegio del rey Jaime I dado en Teruel, este lugar pasa a  formar parte de Sesma de Bronchales en la Comunidad de Santa María de Albarracín, que dependían directamente del rey, perdurando este régimen administrativo siendo la única que ha permanecido viva tras la aplicación del Decreto de Disolución de las mismas, en 1837, teniendo su sede actual en Tramacastilla.
Otro dato interesante de su historia es que tuvo castillo, pues García Fernández de Heredia fue tenente del mismo por encargo de Jaime II de Aragón, entre 1301 y 1315. Se da la circunstancia de que este tenente fue el padre de Juan Fernández de Heredia, el Gran Maestre de la Orden de San Juan en Rodas, que tras vivir aquí en Ródenas, ingresó como Fraire en la Orden de San Juan en la Encomienda de Villel, para luego comenzar su ascenso en la Orden en la Encomienda de Alfambra como comendador.[cita requerida]
A mediados del siglo XIX, el lugar tenía contabilizada una población de 335 habitantes. Aparece descrito en el decimotercer volumen del Diccionario geográfico-estadístico-histórico de España y sus posesiones de Ultramar de Pascual Madoz de la siguiente manera:

RODENAS: l. con ayunt. en la prov. de Teruel (9 leg.), part jud. y dióc. de Albarracin (5), aud. terr. de Zaragoza y c. g. de Aragon. sit. muy cerca del lim. de la prov. confinando con la de Guadalajara, á la falda de una colina suave; el clima es frio, pero muy sano. Se compone de 50 casas, entre ellas la del ayunt.; una escuela de instruccion primaria, á la que asisten 24 niños; igl parr. (Sta. Catalina Mártir) servida por 1 cura de concurso y provision ordinaria, y 1 cementerio en las inmediaciones del pueblo, cuyos vec. beben las aguas que se recogen en una cisterna grande, abierta á pico. Confina el térm. por el N. con el del Villar del Salz; E. Paracense; S. Pozohondon, y O. Orihuela del Tremedal: no corre por él r. alguno, ni hay ningun objeto notable. El terreno es de secano, con muchas rocas areniscas y de regular calidad; hay por varios puntos monte de carrasca, chaparros y estepas; una deh. de 1,280 fan. de cabida, y algunos prados con abundantes pastos. Los caminos conducen á los pueblos inmediatos. El correo se recibe de la carteria de Monreal. prod.: centeno, avena, cebada, lentejas, yeros y pastos; hay ganado lanar y cabrío, y caza de perdices, liebres y conejos. pobl.: 84 vec., 335 alm. riqueza imp.: 66.320 rs.
(Madoz, 1849, p. 540)

## Demografía
Ródenas cuenta con una población de 61 habitantes (INE 2024).
| Gráfica de evolución demográfica de Ródenas entre 1842 y 2021                                                       |
| |
| Población de derecho según los censos de población del INE Población de hecho según los censos de población del INE |

## Administración y política
| Período   | Alcalde                      | Partido |  |
| --------- | ---------------------------- | ------- |  |
| 1979-1983 | Carlos Muñoz Julián          | UCD     |  |
| 1983-1987 |                              |         |  |
| 1987-1991 |                              |         |  |
| 1991-1995 |                              |         |  |
| 1995-1999 |                              |         |  |
| 1999-2003 |                              |         |  |
| 2003-2007 |                              |         |  |
| 2007-2011 |                              |         |  |
| 2011-2015 | José Antonio Nicolás Soriano | PSOE    |  |

| Partido político    | Partido político                                   | 2003   | 2007   | 2011   | 2015   |
| Partido político    | Partido político                                   | Ediles | Ediles | Ediles | Ediles |
|                     | Partido de los Socialistas de Aragón (PSOE-Aragón) | —      | —      | 2      | 2      |
|                     | Partido Popular de Aragón (PP)                     | 1      | 1      | 1      | 1      |
|                     | Partido Aragonés (PAR)                             | —      | —      | —      | —      |
|                     | Chunta Aragonesista (CHA)                          | —      | —      | —      | —      |
| Total de concejales | Total de concejales                                | 1      | 1      | 3      | 3      |

## Patrimonio

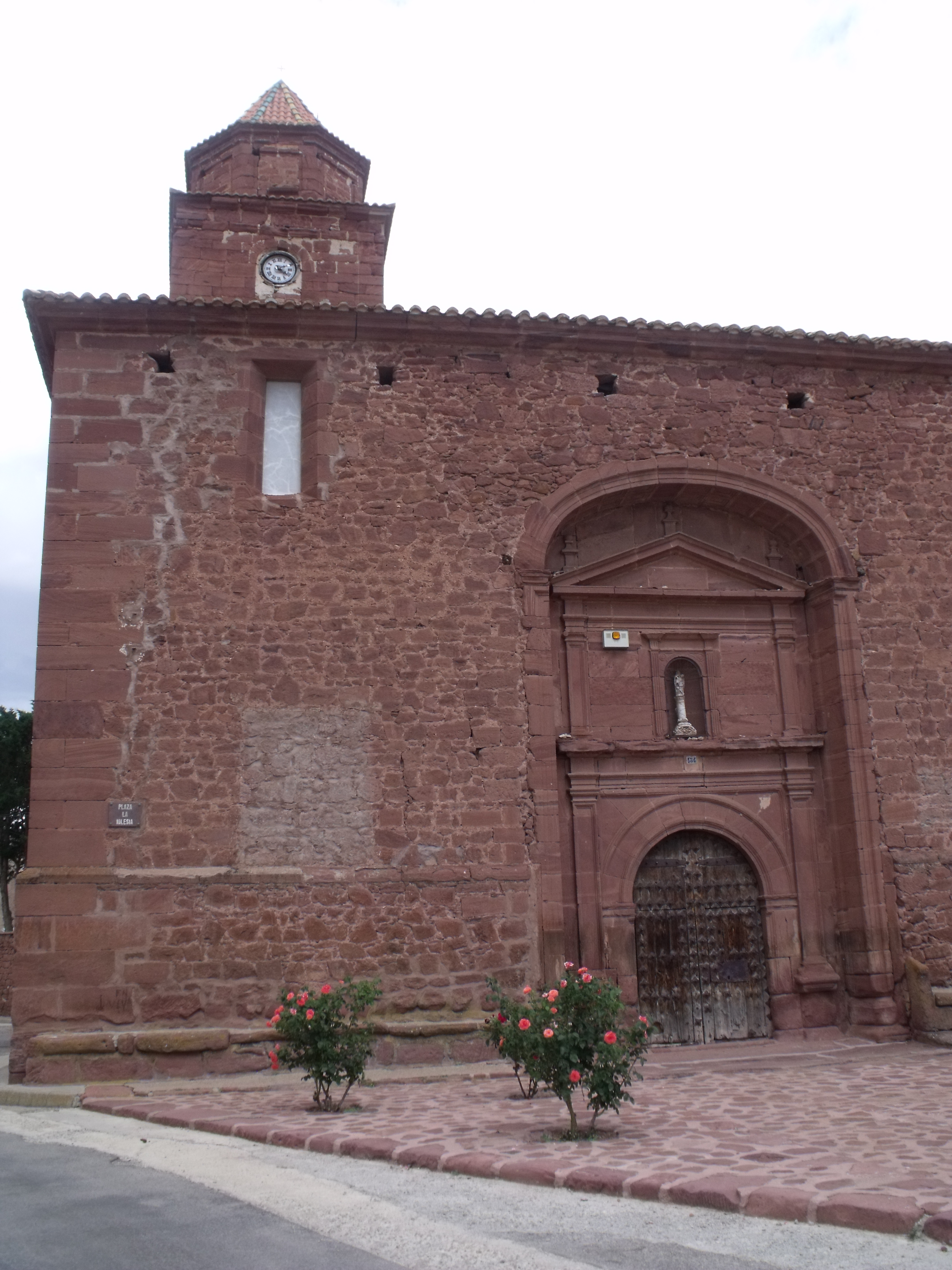
Iglesia de Santa Catalina

- Iglesia de Santa Catalina Mártir:[4] edificio de grandes proporciones del siglo XVI, de una sola nave, cubierta por bóveda de crucería estrellada, capillas laterales.

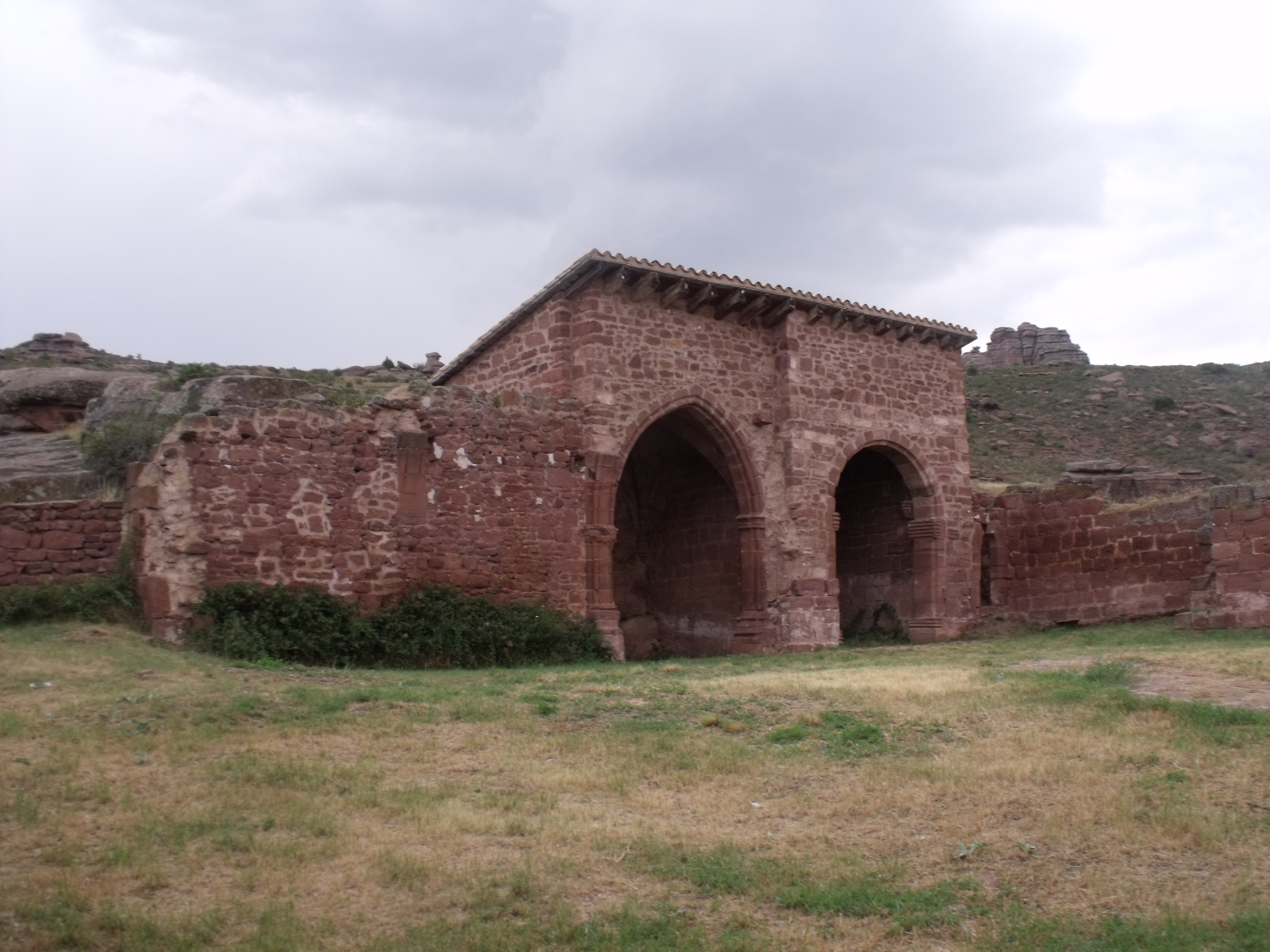
Restos de iglesia primitiva

- Iglesia primitiva: tan sólo se conservan dos capillas de bóvedas estrelladas en un espacio usado como cementerio.
- Ermita de la Virgen de los Poyales: data del siglo XVI con gran influencia mudéjar.

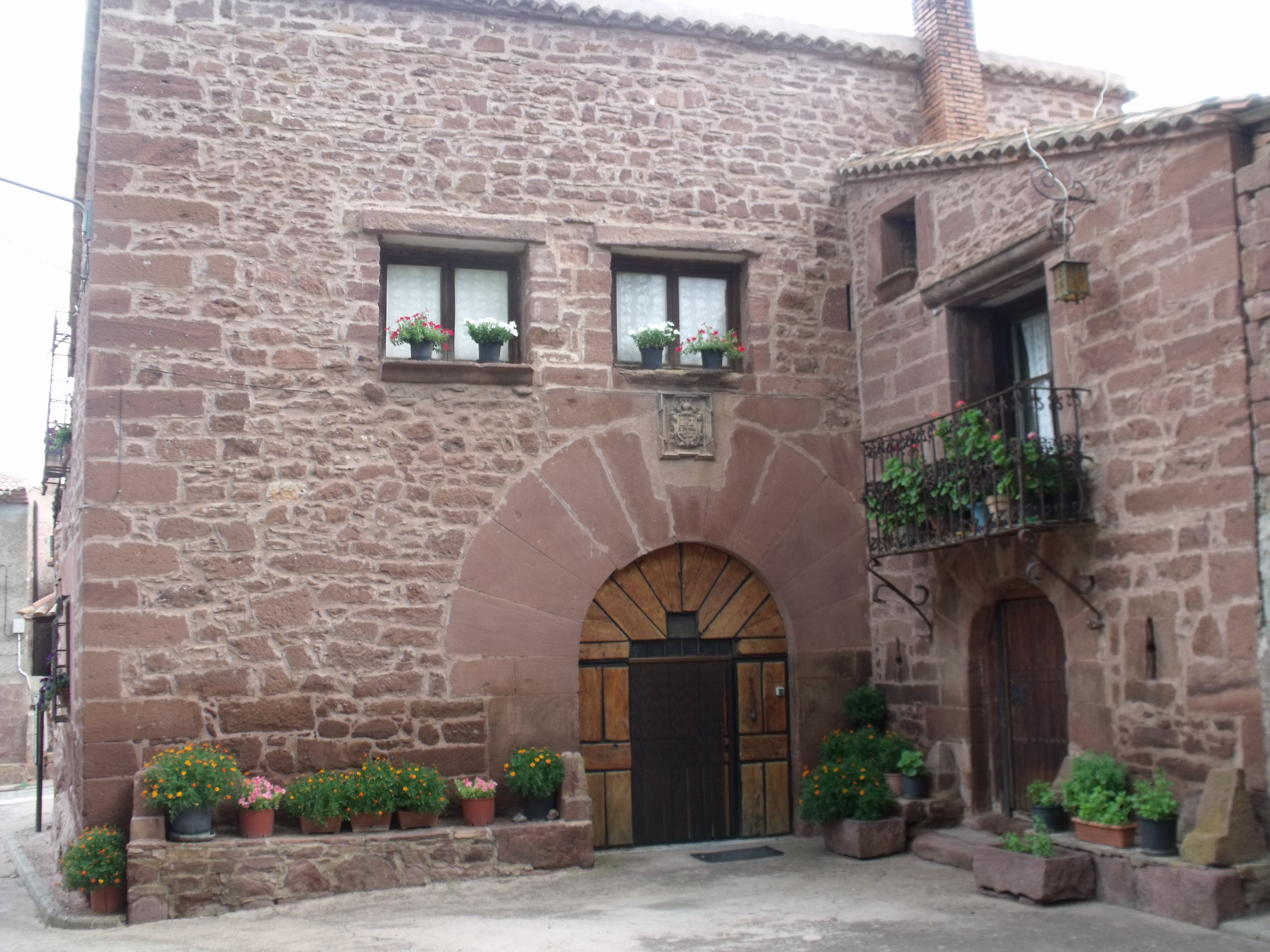
Casa del Olmo

- Casas Palacio: distribuida por la localidad se hallan diferentes casas palacio, grandes edificios caracterizados por un gran arco de medio punto de acceso a las mismas, rejería en los vanos y uso de mampostería y piedra de rodeno.

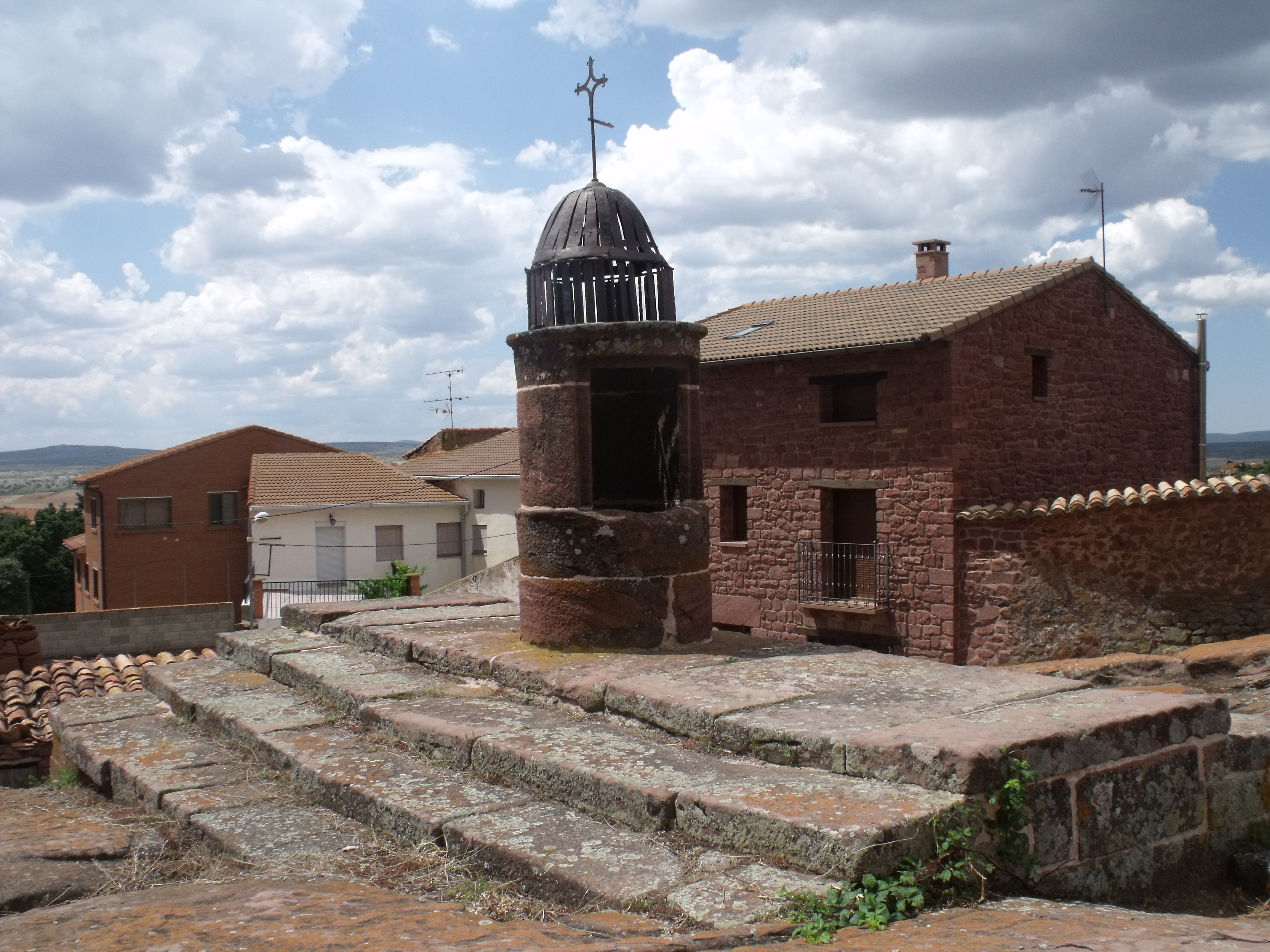
Cisterna parte alta exterior

- La cisterna: construcción de sillería situada en la parte alta del pueblo, sobre una formación rocosa. El exterior es una construcción adintelada, escalonada en cantería de grandes losas de piedra arenisca. Se corona con una torrecilla circular de ventilación, también en cantería y rematada con un cupulín de hierro calado. Entrada adintelada de losa única. Interior de planta rectangular cubierta con bóveda rebajada, con gran depósito de agua por filtración desde la gran roca, y un sumidero exterior que conduce las aguas a través del canalillo. Es una de las pocas construcciones de este tipo existentes en la región. La calidad de la piedra de rodeno hace que forme un núcleo homogéneo con la roca sobre la que está construida.
- Lavaderos: pilas realizadas en piedra de rodeno usadas como lavaderos.
- Arte rupestre: en esta zona se halla una de las mayores concentraciones de grabados rupestres de Aragón, realizadas a base de incisiones sobre la propia piedra.